# Вулиця Омеляна Поповича (Київ)
Ву́лиця Омеляна Поповича — вулиця в Голосіївському районі міста Києва, місцевість Феофанія. Пролягає від вулиці Академіка Заболотного до вулиці Академіка Заболотного (півколом).
Прилучається вулиця Пилипа Морачевського.

## Історія
Виникла наприкінці 2010-х під проєктною назвою вулиця Проектна 13090. Назва на честь українського педагога, публіциста, громадського та політичного діяча Буковини Омеляна Поповича – з 2018 року.